# Lijst van films met een vrije licentie
Dit is een lijst met films die onder het vrije licentie vallen, vaak in de vorm van een Creative Commons-licentie.
Films met een vrije licentie zijn over het algemeen vrij toegankelijk voor het publiek. Ze kunnen online beschikbaar zijn zonder kosten, waardoor een breed publiek toegang krijgt tot de content. Een kenmerkend aspect van vrije licenties is de toestemming om de film en de bijbehorende materialen te hergebruiken. Gebruikers kunnen delen van de film kopiëren, bewerken, remixen en opnieuw distributeren. Er zijn echter voorwaarden aan verbonden, en de ene Creative Commons-licentie is strenger dan de andere. Dit is iets anders dan het publiek domein waar helemaal geen Auteursrechten meer aan verbonden zijn.
| Film                                                          | Jaar              | Regisseur                | Land                | licentie        |
| ------------------------------------------------------------- | ----------------- | ------------------------ | ------------------- | --------------- |
| Star Wreck                                                    | 1992              | Samuli Torssonen         | Finland             |                 |
| Star Wreck 2: The Old Shit                                    | 4 december 1994   | Samuli Torssonen         | Finland             |                 |
| Star Wreck 3                                                  | 4 december 1994   | Samuli Torssonen         | Finland             |                 |
| Star Wreck IV: The Kilpailu                                   | 19 juli 1996      | Samuli Torssonen         | Finland             |                 |
| Star Wreck: Lost Contact                                      | 1997              | Rudi Airisto             | Finland             |                 |
| Star Wreck 4½: Weak Performance                               | 2000              | Atte Joutsen             | Finland             |                 |
| Hippies from Hell                                             | 2002              | Ine Poppe                | Nederland           |                 |
| The Werewolf Cult Chronicles:Chimera                          | 22 maart 2002     | Mike A. Martinez         | Zweden              | CC BY-ND-NC 1.0 |
| The Good Girl                                                 | 2004              | Erika Lust               | Spanje              | CC BY-NC-ND 2.5 |
| Panorama Ephemera                                             | 30 juni 2004      | Rick Prelinger           | Verenigde Staten    | CC BY-NC 2.0    |
| The Power of Nightmares                                       | 20 oktober 2004   | Adam Curtis              | Verenigd Koninkrijk | CC BY-NC-ND 3.0 |
| The Werewolf Cult Chronicles: Monsters of the Purple Twilight | 2005              | Lars Johansson           | Zweden              | CC BY-NC-ND 2.0 |
| Four Eyed Monsters                                            | 23 januari 2005   | Susan Buice Arin Crumley | Verenigde Staten    |                 |
| The Werewolf Cult Chronicles:Chimera                          | 29 juli 2005      | Ola Paulakoski           | Zweden              | CC BY-NC-ND 2.0 |
| Star Wreck: In the Pirkinning                                 | 23 augustus 2005  | Timo Vuorensola          | Finland             | CC BY-SA 3.0    |
| Elephants Dream                                               | 24 maart 2006     | Bassam Kurdali           | Nederland           | CC BY 3.0       |
| What to Do in a Zombie Attack                                 | 1 september 2006  | Joey Carrillo            | Verenigde Staten    | CC BY-NC-ND 3.0 |
| Dimensions                                                    | 2008              |                          | Verenigde Staten    | CC BY-NC-ND 3.0 |
| Muto                                                          | 2008              | Blu                      | Argentinië          | CC BY 3.0       |
| Big Buck Bunny                                                | 10 april 2008     | Sacha Goedegebure        | Nederland           | CC BY 3.0       |
| Sintel                                                        | 27 september 2010 | Colin Levi               | Nederland           | CC BY 3.0       |
| Star Wreck 2π: Full Twist, now!                               | 2012              | Fabienne Gschwind        | Zwitserland         |                 |